# Warner Bros. Discovery EMEA
Warner Bros. Discovery EMEA es una filial de Warner Bros. Discovery. La filial se encarga de gestionar sus redes de cable y satélite en las regiones de Europa, Oriente Medio y África.

## Historia

### WarnerMedia EMEA

#### Como Turner Broadcasting System EMEA
En 1985, Ted Turner puso en marcha una división europea en Londres, Inglaterra, que llegaría a todo Oriente Medio y a la alimentación regional africana.

#### Cambio de marca como WarnerMedia
En 2019, Turner EMEA se trasladaría a su nueva sede en Old Street, Shoreditch, Londres. La nueva sede contaría con más espacio de oficinas, lo que permitiría ampliar las operaciones europeas de la empresa, y una sala de prensa de la CNN totalmente nueva y construida a medida. La división restante pasó a llamarse WarnerMedia EMEA en 2020.

### Discovery Networks EMEA
Comenzó con el lanzamiento de Discovery Channel en Europa en 1989. A mediados de 2007, Discovery Networks Europe se dividió en dos ramas separadas, Discovery Networks UK y Discovery Networks EMEA, con las siguientes: ramas localizadas Discovery Networks Deutschland, Discovery Networks Benelux, Discovery Networks Nordic, Discovery Networks Italia y Discovery Networks EMEA (que servía a todos los demás territorios). De nuevo en 2011, Discovery Networks Europe se dividió en dos ramas clave Discovery Networks Western Europe (DNWE) y Discovery Networks CEEMEA (Europa Central y Oriental, Oriente Medio y África). DNWE tenía su sede en Londres y las operaciones en el Reino Unido, Irlanda, Países Bajos, Suecia, Dinamarca, Noruega, Finlandia, Francia y Flandes. Todas las demás operaciones en Europa son operadas por Discovery Networks CEEMEA en Varsovia.
En noviembre de 2014, Discovery Networks Western Europe se dividió en Discovery Networks Northern Europe y Discovery Networks Southern Europe. Su anterior Discovery Networks Western Europe daba servicio a 30 países, entre ellos el Reino Unido, Irlanda, Islandia, Dinamarca, Suecia, Noruega, Francia, los Países Bajos y otros territorios, con 18 marcas.
Entre 2014 y 2016 Discovery Networks EMEA estaba formada por las siguientes ramas: Norte de Europa, CEEMEA y Sur de Europa.
Desde finales de 2016, todas las operaciones localizadas caen bajo el paraguas de Discovery EMEA, con sedes en Ámsterdam y Londres, y oficinas locales en, entre otras, Milán y Varsovia.
Discovery interrumpió todas las emisiones de sus 15 canales lineales a Rusia a través de la asociación Media Alliance el 9 de marzo de 2022 en respuesta a la invasión rusa de Ucrania.

### Fusión como Warner Bros. Discovery EMEA
Discovery EMEA se fusionaron con WarnerMedia, formando Warner Bros. Discovery EMEA en 2022.

## Paneuropeo
- CNN International
- CNN Prima News
- CNN Portugal
- CNN Türk
- Cartoon Network
  - Cartoon Network (Reino Unido e Irlanda)
  - Cartoon Network (Francia)
  - Cartoon Network (Italia)
  - Cartoon Network (Alemania)
  - Cartoon Network (Portugal)
  - Cartoon Network (Europa Central y Oriental)
  - Cartoon Network (Polonia)
  - Cartoon Network (Sudeste de Europa)
  - Cartoon Network Árabe
  - Cartoon Network (Nórdico)
  - Cartoon Network Europa
- Warner TV
- WarnerTV Comedy
- WarnerTV Film
- WarnerTV Serie
- TCM
- Cartoonito
  - Cartoonito (Reino Unido)
  - Cartoonito (Italia)
  - Cartoonito (Europa Central y Oriental)
  - Cartoonito (Portugal)
  - Cartoonito (Francia)
  - Cartoonito (Turquía)
  - Cartoonito (Medio Oriente y África)
  - Cartoonito (Nórdico)
- WarnerTV Next
- Warner TV (Francia)
- Boomerang
  - Boomerang (Reino Unido e Irlanda)
  - Boomerang (Francia)
  - Boomerang (Italia)
- Boing
  - Boing (España)
  - Boing (Italia)

## Canales desaparecidos

### España
- Boomerang
- Cartoon Network
- Cartoonito
- TCM Autor
- TCM Clásico

### Portugal
- Boomerang (Portugal)

### Francia
- Boing (Francia)
- Toonami (Francia)

### UK
- TCM Movies
- TCM 2
- TNT
- TruTV

### Alemania
- Boomerang (Alemania)

### Rusia
- Cartoon Network
- Boomerang

### Turquía
- Boomerang (Turquía)